# The Princes in the Tower
The Princes in the Tower è un cortometraggio muto del 1913 diretto da Hay Plumb.

## Produzione
Il film fu prodotto dalla Hepworth.

## Distribuzione
Distribuito dalla Hepworth, il film - un cortometraggio - uscì nelle sale cinematografiche britanniche nel dicembre 1913.
Fu distrutto nel 1924 dallo stesso produttore, Cecil M. Hepworth. Fallito, in gravissime difficoltà finanziarie, Hepworth pensò in questo modo di poter almeno recuperare il nitrato d'argento della pellicola.